# لين غان
لين غان (بالإنجليزية: Lyndsey Gunnulfsen)‏ هي عازفة قيثارة وكاتبة غنائية وموسيقية ومغنية أمريكية، ولدت في 15 مارس 1994.